# Eurovia
 (août 2018).
 (décembre 2015).
Si vous disposez d'ouvrages ou d'articles de référence ou si vous connaissez des sites web de qualité traitant du thème abordé ici, merci de compléter l'article en donnant les références utiles à sa vérifiabilité et en les liant à la section « Notes et références ».
Eurovia, filiale du groupe Vinci, est une entreprise française de travaux publics dont la principale activité est la conception, la construction et l'entretien d'infrastructures de transport et d'aménagements urbains.
Eurovia emploie plus de 43 000 salariés répartis dans seize pays (France, Allemagne, Belgique, Canada, Chili, Espagne, Estonie, États-Unis, Lettonie, Lituanie, Luxembourg, Pologne, République tchèque, Roumanie, Royaume-Uni et Slovaquie).

## Historique
- 1997 : fusion de Viafrance et de Cochery Bourdin Chaussé sous le nom de « Eurovia ».
- 2001 : Fusion de Eurovia et Entreprise Jean Lefebvre.
- 2008 : par une opération de partenariat, Eurovia exerce dans la signalisation routière avec la société Signature et SAR du groupe Signature. Elle a également acquis Vossloh Infrastructures Services, devenue « ETF-Eurovia Travaux Ferroviaires ».
- Août 2018 : Vinci annonce l'acquisition de Lane Construction, une entreprise de travaux publics américaine, pour 486 millions d'euros[1].

## Métiers

Logo d'Eurovia Travaux Ferroviaires.

Eurovia commercialise quatre services :
- les travaux d'infrastructures de transport et d'aménagements urbains (69 % du CA, 38 000 chantiers réalisés) ;
- l'exploitation de carrières (10 % du CA, 355 carrières et 150 installations de recyclage et valorisation) ;
- la production industrielle (14 % du CA, 390 usines d'enrobés et 47 usines de liants) ;
- la maintenance et les services (7 % du CA, 60 000 km de routes sous contrat de maintenance).

## Informations économiques
L'entreprise fait partie du Groupe Vinci. 
Eurovia réalise en 2019 54 % de son chiffre d'affaires en France, 27 % en Europe et 19 % en Amérique.
Fin 2018, Eurovia annonce 8,9 milliards d'euros de chiffre d'affaires. La société comporte 43 640 salariés dans le monde.

### Filiales

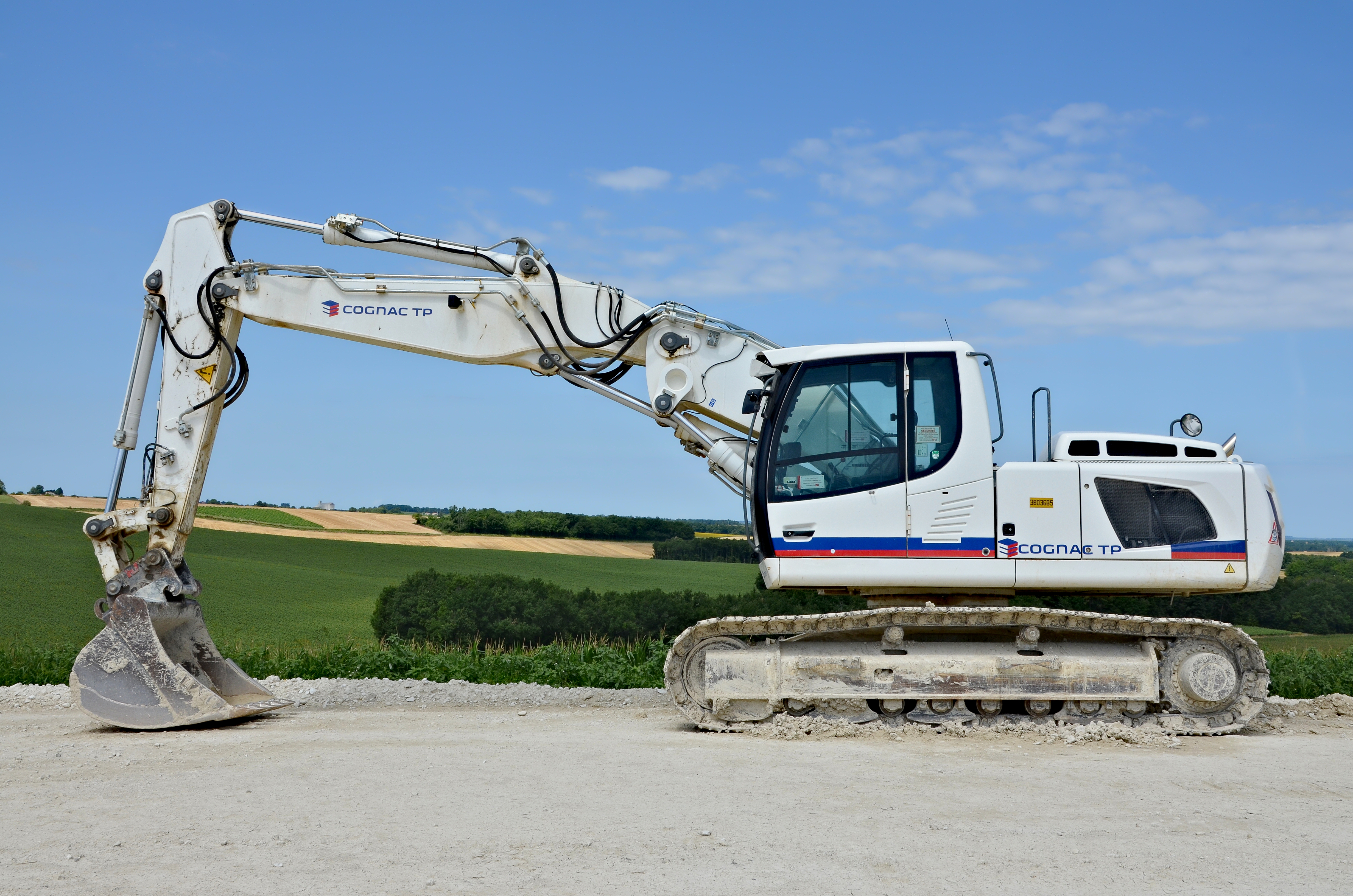
Pelle Liebherr de la filiale Cognac TP, sur le chantier de la LGV SEA.

Eurovia se décompose en trois groupes :
1. Un premier groupe Eurovia comportant : 
  1. Les agences Eurovia, en France comme dans les autres pays,
  2. Les agences ou entreprises de travaux publics reprises ayant gardé leur nom initial et rattachés à Eurovia — ainsi en Île-de-France, on retrouve une trentaine d'entreprises comme Emulithe, TP Goulard, Cochery TP, Les Paveurs de Montrouge, Valentin TP, qui font partie d'Eurovia sans en porter le nom, possédant ou non un logo aux caractéristiques Eurovia,
  3. Les agences de spécialités. Par exemple, Signature, spécialisée dans les équipements de la route, société française fondée en 1929 par Jean Neuhaus, ou Signature Traffic Système dans les panneaux à messages variables, Cardem, spécialisée dans la démolition, Eurovia Béton, spécialiste résine, Sethy, spécialiste travaux hydrauliques ;
2. Un second groupe, le groupe EJL (Entreprise Jean Lefebvre) et les agences EJL réparties en France (essentiellement en Île-de-France) ;
3. Un troisième groupe spécialiste du ferroviaire, ETF.

### Identité visuelle

Logo jusqu'en octobre 2008.
Logo entre 2008 et 2022.
Logo de la filiale Jean Lefebvre.
Logo depuis 2022.

### Galerie

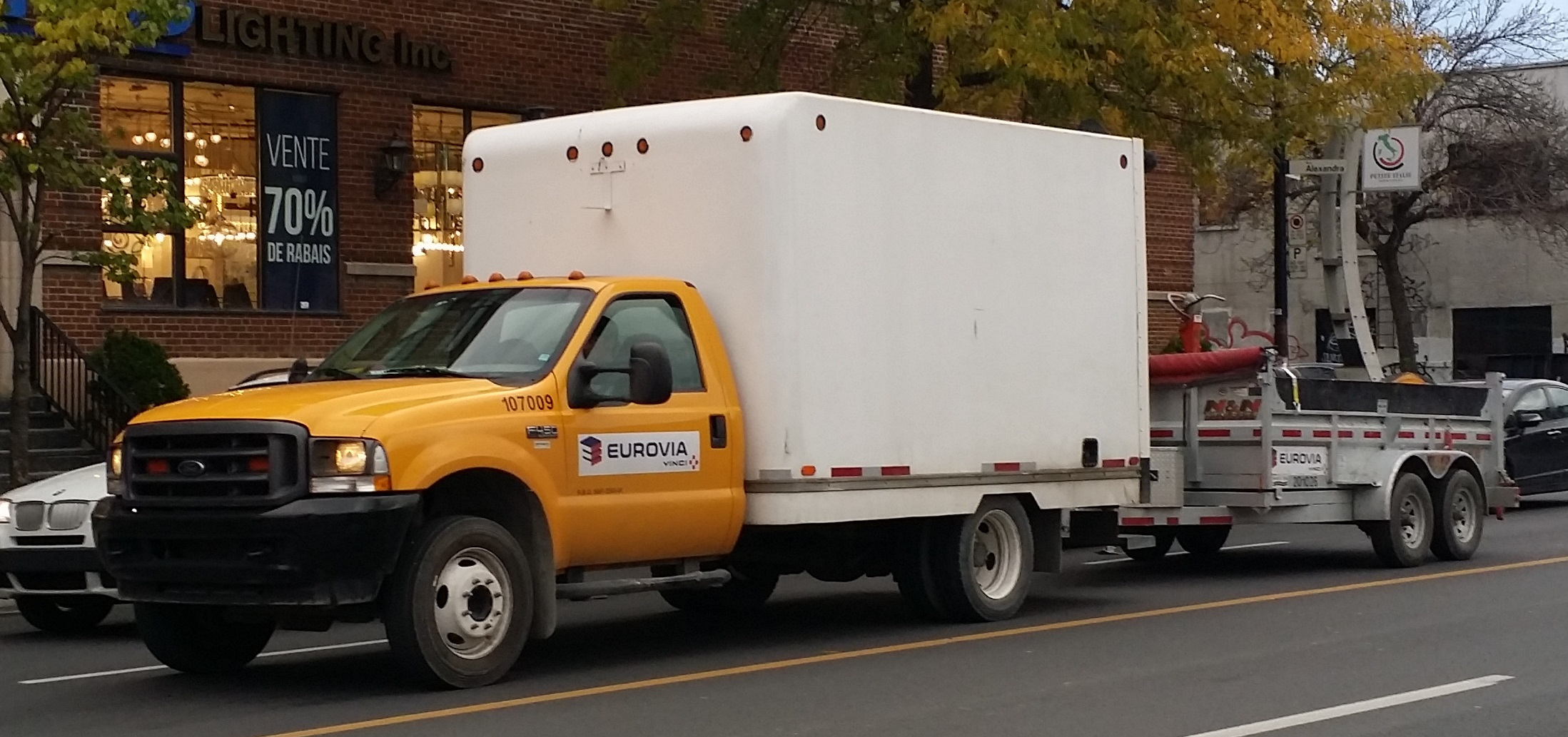
Ford Super Duty au Québec.
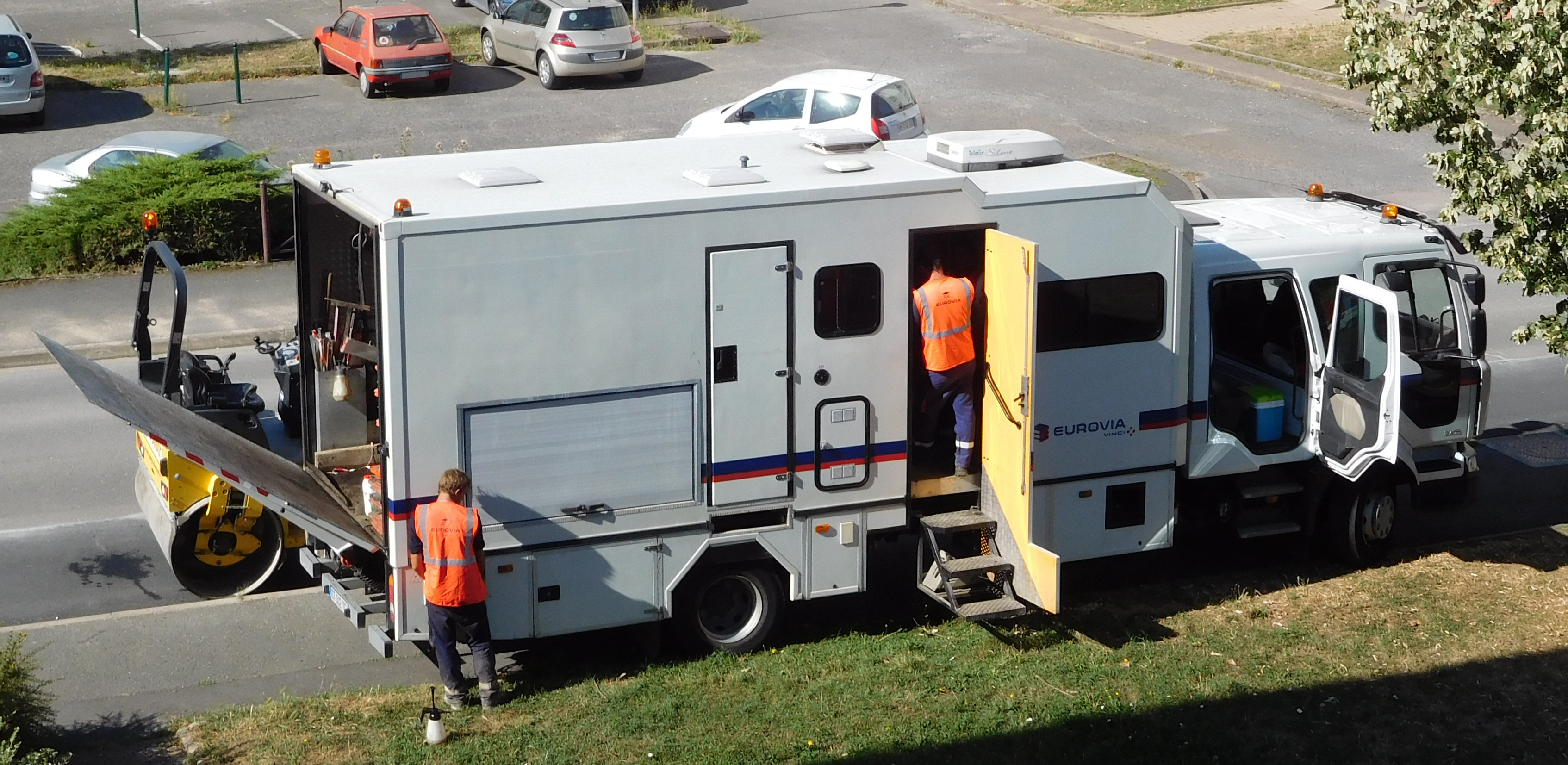
Vehicule atelier Renault Midlum en France.
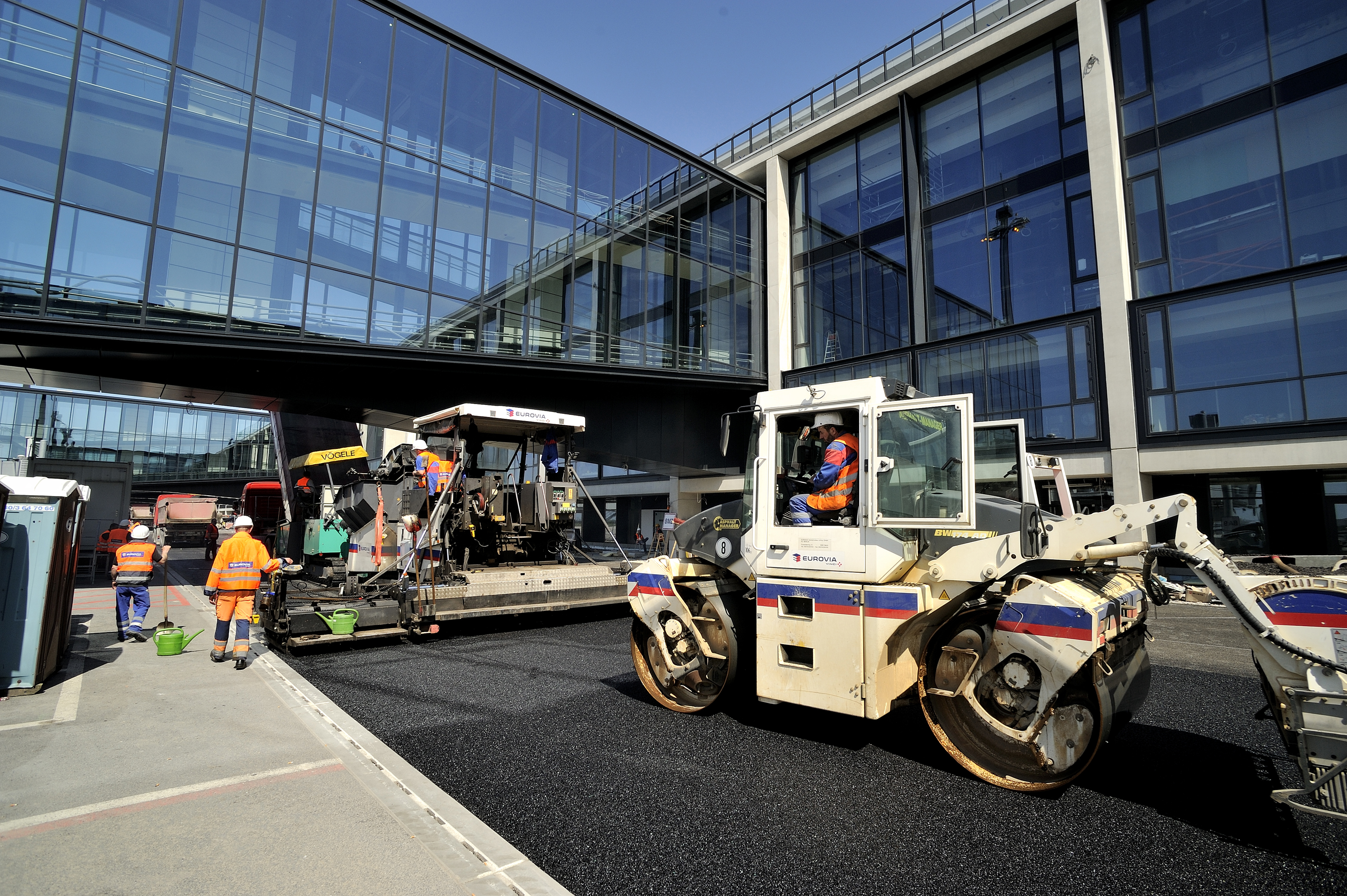
Pose d’asphalte en Allemagne.
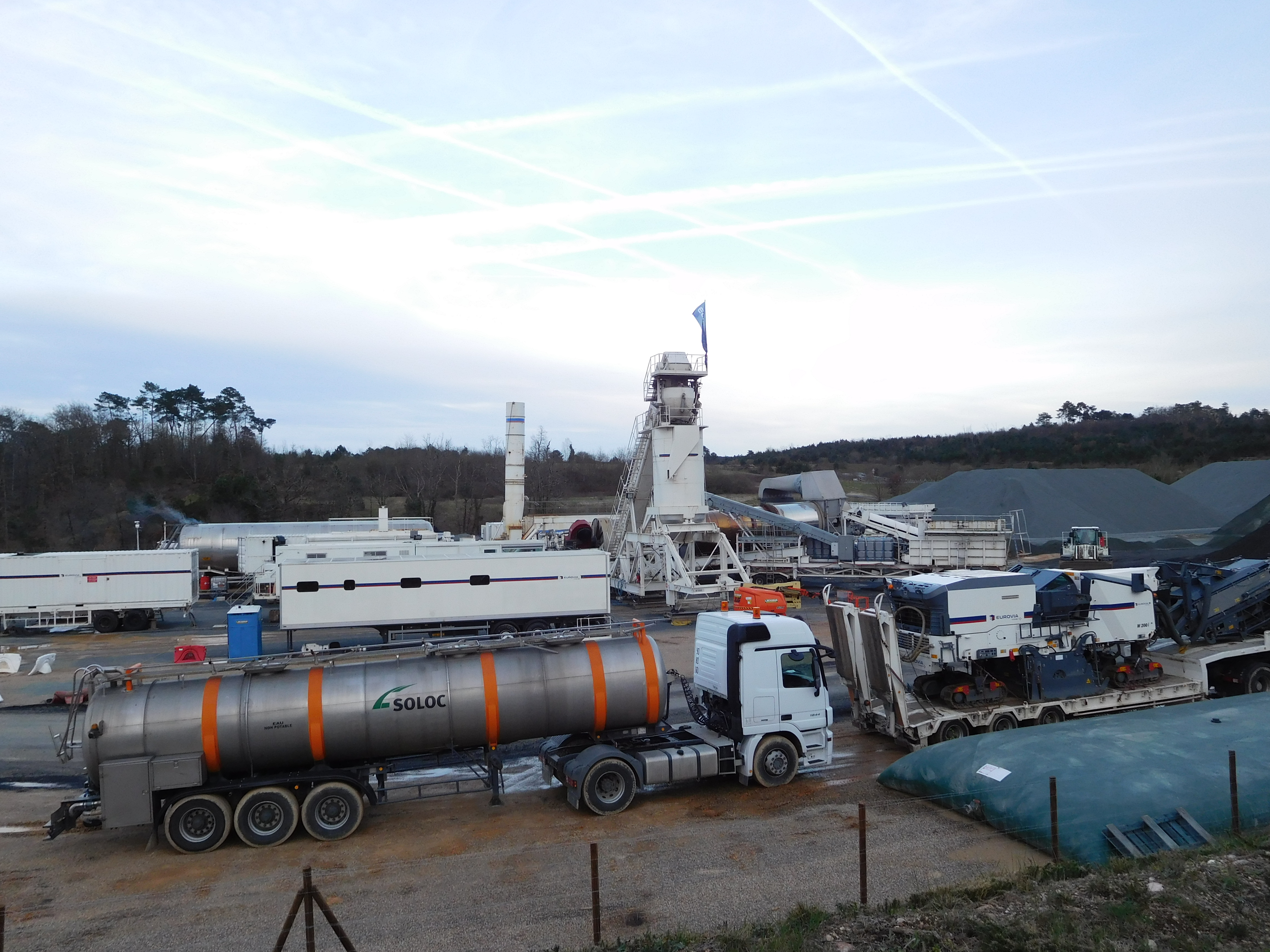
Centrale d'enrobage en France, lors de travaux sur l’A89.